# 大雄的南海大冒險
《哆啦A夢：大雄的南海大冒險》是在1998年3月7日所上映的《哆啦A夢大長篇》系列電影。這篇故事的啟發是由小學館旗下《瓢蟲漫畫》（てんとう虫コミックス）出版的第45集單行本中所收錄的《南海大冒險》這短篇故事而來。
這個作品是在原作者藤子·F·不二雄先生過世之後，第一部正式由藤子·F·不二雄創作（藤子プロ）所製作出的電影。導演為芝山努，東寶國際發行。同時放映的附篇還有《哆啦A夢回來了》與《多啦A夢族》系列的《機械昆蟲大作戰》。票房收入約為21億日圓，吸引了大約400萬哆啦A夢的影迷前往觀賞。

## 剧情
大雄與同學們為了暑假作業到圖書館去找有關海的資料，無意中看見《金銀島》這本書籍後感到對尋寶一事的憧憬，於是由哆啦A夢的道具「尋寶地圖」中無意刺探到金銀島，於是與哆啦A夢就慫恿胖虎、小夫與靜香一起加入這個冒險，向金銀島出發。到達島上後為了增加氣氛，於是由哆啦A夢拿出「差不多暴風雨」來增添冒險氣氛。但不知道為何忽然引起時空的異變，時空錯亂將他們轉移到17世紀的加勒比海上，並且捲入海盜之間的鬥爭，不但大雄與大家失散了，哆啦A夢還甚至遺失了四次元口袋。而大雄在混亂之中被粉紅色海豚露菲給救到島上，並且結識了單獨在島上生活的少年傑克。另一方面，哆啦A夢們被當代橫跨七個海域的海盜吉特船長與其朋友科爾特船長的女兒貝蒂解救，並且還得到他們的幫助一同前往傳說中的寶島去救大雄。後來還發現原來金銀島是來自未來世界的科隆博士和卡修等人的秘密基地，他們在金銀島上將生物改造成凶暴特性來販賣的惡人集團。哆啦A夢們是否能順利的與大雄會合？他們是否能夠阻止卡修這個犯罪集團的計畫呢？

## 概略
《大雄的南海大冒險》的票房收入高出其上一個作品《大雄的發條都市冒險記》的19億日圓，甚至超越了在這個作品之前最高紀錄的《大雄的日本誕生》，是當時《哆啦A夢》大長篇一系列中最高的票房紀錄。此部電影的宣傳口號是「有戲劇性、與有點奇妙的海上冒險」。
本片與2018年上映的《大雄的金銀島》同樣在熱帶海洋上展開故事，且上映時間相距正好20年。
主題曲《HOT MILK》以及片頭、片尾曲的《哆啦A夢之歌》（ドラえもんのうた）都是日本知名藝人吉川雛乃（吉川ひなの）所演唱。當時藤子先生已經過世，原作品的漫畫是由藤子·F·不二雄製作公司所擔任。另外還有多數知名藝人、落語家 等擔任本作品的聲優，這也是這個作品的一個主要特色。而且由這部電影起，多啦A夢電影的銀幕比例為1.85:1寬銀幕規格。
在這作品中也有出現以往大雄也曾使用過的「變身圈與圖卡」 道具，不過這個道具原本有效時間是15分鐘，在電影之中變成了10分鐘。

### 得獎紀錄
- 第53回（1998年度）每日電影競技賞（Mainichi Film Awards），電影卡通賞（アニメーション映画賞）[6]
- 平成10年度（1998年度）日本新媒體動漫藝術節動畫部門優秀賞

### 故事背景
金銀島（トモス島）：17世紀在加勒比海上所浮上來的一個寶島，有會飛的變色龍與奇怪的食人植物等，充滿神秘的一個未知島嶼。許多海盜為求寶藏都到訪過這個島，但是到過這個島的人後來都沒有消息了。

## 登場人物

### 原設
| 角色    | 配音員     |
| 角色    | 日本       |
| ------- | ---------- |
| 哆啦A夢 | 大山羨代   |
| 大雄    | 小原乃梨子 |
| 靜香    | 野村道子   |
| 胖虎    | 立壁和也   |
| 小夫    | 肝付兼太   |

### 電影角色
| 角色       | 配音員 | 介紹 |
| ---------- | ------ | --- |
| 傑克       |        | 海盜科爾特船長的兒子，性格早熟，有獨立生活的能力。與父親、姊姊失散，獨自一人生活在金銀島上，與漂流而來的大雄成為好友。                                                                        |
| 貝蒂       | 早見優 | 海盜科爾特船長的女兒，傑克的姊姊，非常擔心失去聯絡的父親與弟弟。故事中相當欣賞胖虎的勇氣，並且聽到胖虎的歌聲會有共鳴而感動的奇異角色。                                                        |
| 基德船長   |        | 橫跨七個海域的海盜的首領，與科爾特船長是稱兄道弟的好朋友，為了救出科爾特船長，協助哆啦A夢們與犯罪集團作戰。持有的海盜船「夏克號」也在故事中遭到完全的破壞。是大長篇中少有的原創成年男性角色。 |
| 康札       |        | 吉特船長的手下，漫畫作品中是個巨漢，在電影作品中他是個瘦長體型的海盜。 |
| 邦喬       |        | 吉特船長的手下，是個矮胖體型的海盜。 |
| 科爾特船長 |        | 吉特船長的好友，貝蒂與傑克的父親，也是海盜首領。在一次於金銀島尋寶時失蹤，並且與子女分散。 |
| 卡修       |        | 本部電影大反派。由未來世界到17世紀的時間犯罪者首腦，以金銀島為基地進行軍用生物(或是傳說生物寵物買賣生意)的改造。                                                                              |
| 科隆博士   |        | 本部電影反派。22世紀專門進行危險生物進化研究而被逐放的科學家，協助卡修在金銀島改造生物。 |
| 露菲       |        | 與獨自一人生活在金銀島上的傑克是好朋友的粉紅色海豚，擁有與人類溝通的能力，牠的真實身份是......                                                                                                |

## 作品評論
可能是從這部電影作品開始，原作者藤子先生已經過世無法參與的關係，變成有更加傾向低年齡層的故事型態。以哆啦A夢作品的角度原本就是比較偏向於小孩子們的創作觀點來看，當然不是一個錯誤的轉型。但是以其他許多高年齡層面的支持者來說，是由一部「即使是大人也能夠欣賞與思考」的作品轉變為「完全只為兒童欣賞」 的作品，對此的變化也引起不少人的不滿。
主要的批判意見
- 長久以來哆啦A夢所含有的直接或間接涵義以及獨創性都幾乎不存在，讓人有深切的感慨。
- 過去作品中戲仿、揶揄一面的要素也只能感到像是在騙小孩的手法。
- 看不到原本大長篇所擁有時代性的諷刺。
- 為了比較不容易表現自己感情的小孩，做了太多不合常理的感動情節。[9]

另外還有一些並不是只有針對哆啦A夢的評語，而是針對整個動畫作品而言的評價：
- 出場角色的聲音有很多都不是專業的聲優來配音，在角色詮釋的演技方面有一定程度的困難。[10]
- 主題曲幾乎都完全跟故事情節無關[7]，與長久以來哆啦A夢世界中的觀點明顯不同。[11][12]

此外，這個作品的替換了長久以來為哆啦A夢作品製作音樂的菊池俊輔，改由大江千里負責。替換的原因並沒有說明，但是此作品中所使用的BGM（背景音樂）幾乎完全和以往的作品或是電視動畫不同，導致許多長久以來的哆啦A夢迷有「氣氛不同」的困惑。
可見得雖然這部電影動畫雖然在那時候破了以往的票房紀錄，主要應該是因為這是藤子·F·不二雄先生過世之後首部哆啦A夢電影的緣故，而非是這部電影本身有好的評價導致。
本作劇場版的續作，是來自同人遊戲作品 大雄之生化危機.

## 工作人員
- 原作：藤子·F·不二雄
- 導演：芝山努
- 編劇：岸間信明
- 繪畫指導：富永貞義
- 演出（導演助理）：善聰一郎、朴京順
- 原作品繪畫：萩原伸一[13]
- 美術設定：沼井信朗
- 美術指導：川口正明
- 攝影指導：梅田俊之
- 特殊效果攝影：土井通明
- 剪接：岡安肇（岡安推廣株式會社）
- 監修：楠部大吉郎
- 錄音指導：浦上靖夫
- 原創音樂：大江千里
- 動作效果設計：柏原滿
- 繪畫指導助理：渡邊步
- 動畫檢査：原鐵夫、江野澤由美
- 色彩設計：松谷早苗、稻村智子
- 仕上檢査：森田普次
- 音響後期製作：Audio Planning U
- 音響製作辦理：小澤惠
- 音響指導助理：嶋澤綠
- 錄音室：APU Studio
- 混音師：内山敬章
- 助理混音師：大城久典、田中章喜、山本壽、田口信孝
- 英語翻譯：鈴木元子
- 杜比音效顧問：森幹生（Continental Far East Ltd.）
- 原畫繪畫師：大武正枝、小野隆哉、茶谷與志雄、柳野龍男、神村幸子、吉田忠勝、飯山嘉昌、齊藤文康、小泉謙三、窪田正史、篠原真紀子、木場田實、伊藤一男、片岡恵美子、山崎隆生、葉内孝行、大島利惠、中嶋忠二、河合靜男、辻繁人、松井理和子、千葉、藤森雅也、高野登、木村陽子、若松孝思
- 基本設定：川本征平
- 背景繪畫師：工藤由美、小島伸一、瀧口比呂志、笠原淳二、高橋邦江、岡亞群、有田那、宇圍名矢、加呂素太郎、空太、須田良、宇留田修一
- 攝影師：福田寛、市村智、柳川美紀子、桜井洋平、手塚智鶴子、佐藤敬子、秋田谷典昭、松沢秀子
- 剪接組：小島俊彦、中葉由美子、村井秀明、川崎晃洋、三宅圭貴
- 片頭分頭繪畫及導演：小林常夫
- 片頭原畫繪畫：關根昌之、木村文代、市來剛
- 數碼合成：堤規至
- 字幕設計：道川昭
- 底片沖印：株式會社東京現像所
- 文藝：瀧原彌生
- 製作事務：杉野友紀
- 製作進行：星野匡章、石田博、廣川浩二、八田陽子、大橋永晴
- 製作辦理：大澤正享、大金修一
- 製作擔當：小倉久美
- 監製：山田俊秀、木村純一、梶淳
- 動畫製作：新銳動畫株式會社
- 製作協力：藤子製作株式會社、Asatsu（Asatsu-DK前身）
- 出品：新銳動畫株式會社、小學館株式會社、株式會社朝日電視台
- 國際發行：東寶株式會社

技術規格
畫面比例：1.85:1
音效格式：Dolby SR Stereo

### 主題曲
| 歌曲         | 作詞            | 作曲   | 編曲   | 演唱     |
| ------------ | --------------- | ------ | ------ | -------- |
| 《HOT MILK》 | 岩城由美·HINANO | 鴨宮諒 | 鴨宮諒 | 吉川雛乃 |

## 登場道具
- 尋找寶物地圖和探測器
- 做夢確認機
- 竹蜻蜓
- 隨意門
- 海盜船帽子
- 暴風雨雲
- 換衣服照相機
- 變身環和卡片
- 露營帳幕
- 傳說復原機
- 地圖針筒
- 愛神之箭
- 翻譯果凍
- 桃太郎飯糰（肚痛版）
- 無生物催眠擴音機
- 杰克之豆
- 卡啦OK咪高峰

## 外部連結
- （日語）dora-movie.com（页面存档备份，存于）（哆啦A夢大長篇電影動畫官方網站）
- （日語）（～2005年3月的朝日電視台哆啦A夢網站）
- （日語）http://www.tv-asahi.co.jp/doraemon/（页面存档备份，存于）（2005年4月～的朝日電視台哆啦A夢網站）
- （日語）（新鋭動畫哆啦A夢的網站）
- （日語）http://hanaballoon.com/ntvdora/ （页面存档备份，存于）（哆啦A夢房間內舊版哆啦A夢動畫大研究）
- 互联网电影数据库（IMDb）上《大雄的南海大冒險》的资料（英文）
- 时光网上《大雄的南海大冒險》的資料（简体中文）
- 豆瓣电影上《大雄的南海大冒險》的資料 （简体中文）